# Manoir de Barneville
Le manoir de Barneville est une ancienne demeure seigneuriale qui se dresse sur le territoire de l'ancienne commune française de Barneville-sur-Mer, dans le département de la Manche, en région Normandie.

## Localisation
Le manoir est située au fond d'un vallon dans lequel s'écoule le ruisseau du Manoir, au nord-ouest de Barneville-sur-Mer, au sein de la commune de Barneville-Carteret, et à la limite de la commune de La Haye-d'Ectot, dans le département français de la Manche.

## Historique
C'est probablement vers la fin du XVe siècle que la famille de Saussey, seigneurs de Barneville, quitta le tertre du Pic Malet pour s'installer dans le vallon (cf.seigneurs de Barneville). Dans la première moitié du XVIe siècle, c'est Julien II du Saussey qui est seigneur de Barneville. Il avait épousé Jeanne de La Luthumière avec qui il eu Léobin, qui lui succèdera, et Guillaume. En 1665, René du Saussey en rend aveu.
Le fief de Barneville resta dans la famille du Saussey jusqu'au décès sans postérité, en 1740, de Jacques-Jean-Antoine du Saussey, sieur de la Poterie.
Le manoir fut partagé en deux le 23 décembre 1745, la partie est échut à Jacques-Georges-Jean-Charles de Crosville, seigneur de Gouberville, époux de Catherine de Hennot d'Arville, fille de Nicolas de Hennot et de Marie du Saussey, la partie ouest échut à Bon-Jacques Ribet (1703-1750), sieur des Crouttes, de la Becqueterie et du Hecquet, petit-fils de Jean Ribet et de Suzanne du Saussay. L'acte de succession stipulait que la cour du manoir devait être séparée en deux parties par un mur d'au moins six pieds de haut et neuf pieds au maximum (soit entre 1,80 et 2,70 mètres environ).
Le 24 août 1750, par devant Le Véel et Duval, notaires à Valognes, Jacques-Georges-Jean-Charles de Crosville vendit pour le prix de 12 000 livres sa part du manoir et du domaine non fieffé à Marie-Antoinette Le Comte, veuve de Bon-Jacques Ribet. Le fils de cette dernière, Bon-Jacques-Gabriel-Bernardin Ribet (1746-1809), négociant, à partir de 1788 et jusqu'en 1791, vendit petit à petit la terre du manoir à des laboureurs de Barneville, et céda le manoir avant 1798 à la famille Gauvain.

## Description
L'ancien manoir seigneurial était autrefois ceint de fossés ou de douves, aujourd'hui comblés, qu'alimentait le ruisseau du Manoir. Ses parties les plus anciennes datent de la deuxième moitié du XVIe siècle, mais il est possible qu'il ait remplacé un manoir plus ancien construit après la guerre de Cent Ans.
Il s'élève au fond d'une cour à laquelle on accède par une double portail sans arcades. Trois des cinq pilastres qui le compose ont conservé leurs chapiteaux d'ordre ionique. Le pilastre le plus à gauche est surmonté d'une statue de sirène retrouvée dans un clos voisin.

### Le manoir en 1707
Le 1er août 1707, après le décès de Jean-François du Saussey survenu en 1703, un inventaire du manoir seigneurial fut fait par Jean Le Neveu, notaire royal pour le siège de Barneville. L'édifice était resté inhabité de 1703 à 1707.
Après être entré dans la cour, nous laissons sur la gauche les bâtiments des anciennes écuries et dans lequel se trouvait la boulangerie, pour entrer dans ce qui reste du logis seigneurial qui fait face au portail. La façade sur cour a été remanié, celle à l'arrière, flanquée d'une grosse tourelle en forte saillie, date du XVIe siècle et est presque aveugle, seulement percée d'une fenêtre haute et étroite à montants, linteau et travers chanfreinés, avec en-dessous un petit jour à encadrement chanfreiné. Cette grosse tour contient un escalier à vis et a été amputé sur sa hauteur d'un étage.
À l'intérieur, dans ce qui fut la cuisine on voit encore une grande cheminée du XVIe siècle et elle comprend selon l'inventaire « une longue table de cuisine de bois chesne, une petite table ronde de bois haistre, six chaises et un tabouret de bois chesne, un petit buffet au coin de la cheminée, un demy coffre vieux bois chesne, un banc de bois chesne, une vieille grande armoire de bois chesne fermans à deux panneaux, un autre petit buffet aussy de bois chesne, un vieux garde-manger ».
Après avoir passé une porte, on accède à l'office, pièce dans laquelle débouche un escalier à vis qui permet d'accéder à l'étage. De l'office on accédait dans la « grande et haute salle » par une porte qui est murée car cette partie du logis n'existe plus. De l'extérieur sont visibles l'encadrement et le fronton de cette porte.
À l'étage, une fois emprunté l'escalier à vis, on trouve une petite chambre « ayant autrefois servy de chapelle ». La chapelle était dédié aux saints Simon et Jude, et c'est le seigneur de Barneville qui en avait le patronage. La chapelle était au milieu du XVIIe siècle désaffectée et en 1707, elle servait de chambre à une vieille femme, gardienne du manoir. il y avait encore à l'étage deux grandes chambres et trois plus petites. En haut de la tourelle se trouvait une autre petite chambre. La chambre située au-dessus de la cuisine arbore encore une cheminée d'époque Régence.
Dans la cour, situé en face du logis, se trouvait la grange dans laquelle le notaire trouva du foin, du bois à bruler et 460 gerbes d'orge de la récolte de la présente année (1707). Ce bâtiment qui date de la fin du XVIe ou du début du XVIIe siècle comporte deux portes en arc en plein cintre à double rangée de claveaux, dont l'une est murée. De même à l'étage, l'accès en arc en plein simple à simple rangée de claveaux est également muré. Côté cour, le mur gouttereau est percé à son sommet par une rangée de trous de boulins. Cette grange était prolongée, côté porche d'entrée par un cellier et un caveau, dans lequel le notaire compta une vingtaine de barriques de cidre. Ce cellier fut démoli en 1798 pour laisser place à une maison d'habitation comme l'atteste la plaque de calcaire placée au-dessus du linteau de la porte ouvrant sur l'extérieur :

« JEAN GAVVEIN MA

A FAIT BATIR ET

TEREZE LE SAUVAGE

SA FAMME L'AN

1798 V.S. »

qu'il faut interpréter comme Gauvain pour Gavvein et V.S. après la date signifiant « vieux style » car le calendrier révolutionnaire était encore en vigueur à l'époque.
Quand le notaire fit l'inventaire en 1707, le manoir était alors une ferme, et il compta dans la cour et les clos voisins : « Cinquante et cinq pièces de bétail, dont vingt deux moutons, vingt brebis et le reste d'agneaux de la présente année… »